# Česká Miss

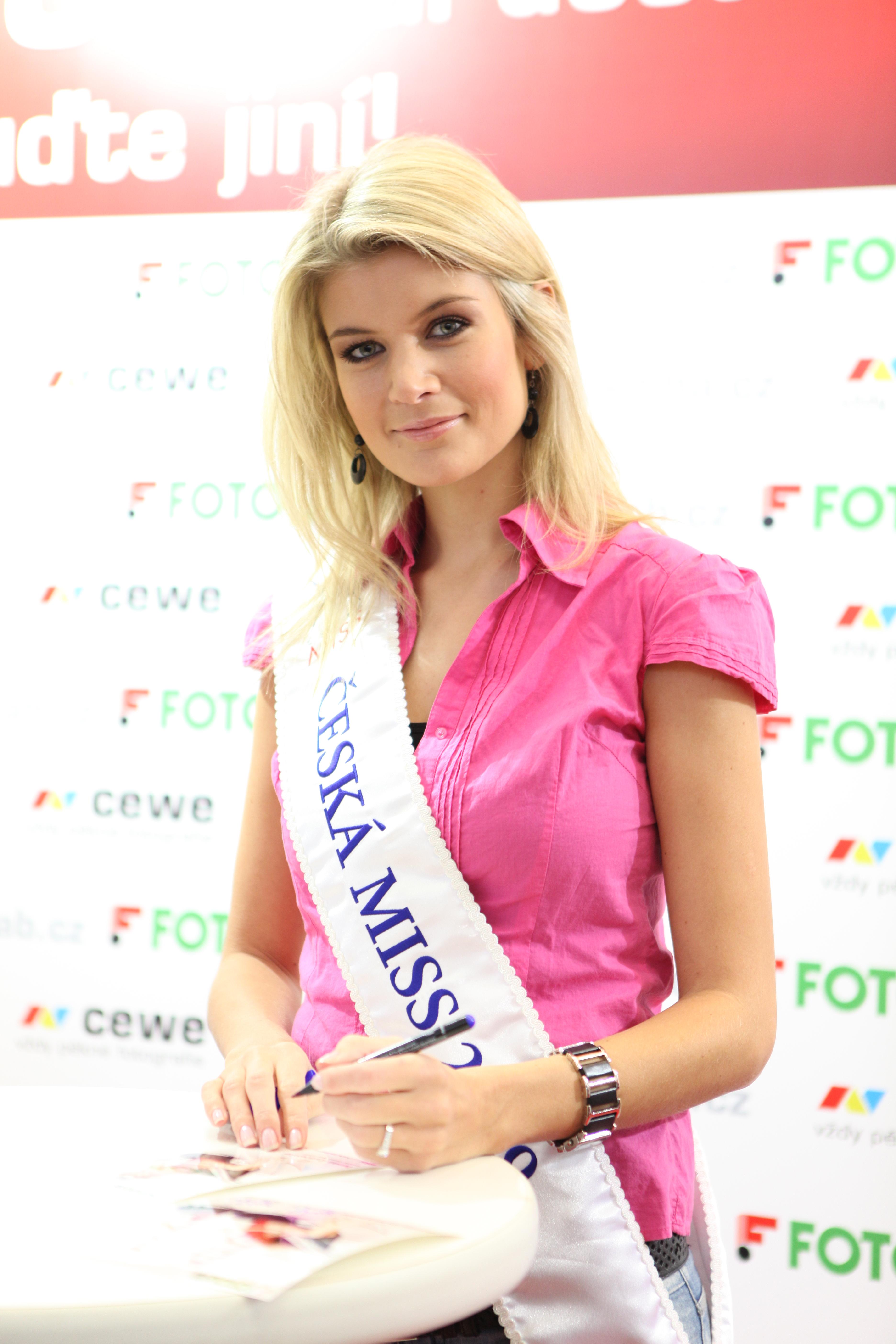
Iveta Lutovská – Česká Miss 2009

Česká Miss – jeden z konkursów piękności w Czechach, od 2010 połączony ze starszym Miss České republiky.
| Lp. | rok  | Miss                   | I. wicemiss         | II. wicemiss            |
| --- | ---- | ---------------------- | ------------------- | ----------------------- |
| 1.  | 2005 | Kateřina Smejkalová    | Zuzana Štěpanovská  | Michaela Štoudková      |
| 2.  | 2006 | Renata Langmannová     | Miroslava Košťanová | Barbora Kolářová        |
| 3.  | 2007 | Lucie Hadašová         | Eva Čerešňáková     | Lilian Sarah Fischerová |
| 4.  | 2008 | Eliška Bučková         | Hana Svobodová      | Elisavet Charalambidu   |
| 5.  | 2009 | Iveta Lutovská         | Tereza Budková      | Zina Šťovíčková         |
| 6.  | 2010 | Jitka Válková          | Veronika Machová    | Carmen Justová          |
| 7.  | 2011 | Jitka Nováčková        | Denisa Domanská     | Šárka Cojocarová        |
| 8.  | 2012 | Tereza Chlebovská      | Linda Bartošová     | Tereza Fajksová         |
| 9.  | 2013 | Gabriela Kratochvílová | Lucie Kovandová     | Monika Leová            |